# Marketing magazin
Marketing magazin (COBISS) je slovenska mesečna revija s področja trženja, ki izhaja od leta 1981. Do leta 2009 jo je izdajalo Delo, zdaj pa Medijski partner.
Vsebuje dve prilogi, s področja gastronomije in življenjskega sloga.

## Zgodovina
Začela je izhajati v okviru Dela kot brezplačnik Media Marketing, ko je bil njegov direktor trženja Jure Apih. Izhajal je tudi v srbohrvaščini. Leta 1991 je dobil zdajšnje ime.

### Uredniki
Jure Apih je bil glavni urednik do leta 2006. Leta 2007 ga je nasledil Boštjan Tadel, nato pa Maja Jančič. Leta 2009 je to postal Marjan Novak.

### Spletna stran
Spletna stran je bila na mmportal.delo.si, leta 2008 pa je dobil svojo spletno stran.